# District de Qingshan (Baotou)
Pour les articles homonymes, voir Qingshan.
Le district de Qingshan (青山区 ; pinyin : Qīngshān Qū) est une subdivision administrative au nord de la région autonome de Mongolie-Intérieure en Chine. Il est placé sous la juridiction de la ville-préfecture de Baotou.